# Open Your Eyes (Snow Patrol)
Open Your Eyes is een nummer van de alternatieve rockgroep Snow Patrol. Het is de vijfde single, afkomstig van hun vierde studioalbum Eyes Open en is in 2007 uitgebracht. Het nummer was populair bij filmmakers en verscheen in meerdere televisieprogramma's. Het nummer wordt tot op heden vaak gedownload en staat nog in de rocklijst van de Nederlandse iTunes.

## Compositie
Het nummer begint met een gitaarriff dat lange tijd de boventoon houdt en nadat de riff twee keer is gespeeld, komt het gezang van Lightbody in. Langzaam komen er laagje voor laagje steeds meer instrumenten bij die het climax naderen en na 31 secondes volgt een ritmische slag op de bassdrum en in het refrein komt er een extra gitaar bij dat lichte gitaarpicking uitvoert. Een tamboerijn volgt in het tweede refrein en de drums zijn lichtjes te horen. Na het tweede refrein start de climax met uitbundige drum- en gitaarmuziek terwijl de zang is opgehouden.

## Videoclip
De videoclip bestaat uit opnames van de film C'était un rendez-vous van Claude Lelouch uit 1978 waarin een auto door de straten van Parijs racet waarbij de camera op de motorkap bevindt. Het originele motorgeluid is weggehaald en vervangen door het nummer.
De website videoclip.blog.nl zegt hierover:
Zonder het constante geraas van een Ferrari motor krijgen de beelden een compleet andere lading. Het is natuurlijk nog steeds levensgevaarlijk wat je hier ziet, maar met de muziek van Snow Patrol op de achtergrond wordt het bijna rustgevend om naar te kijken. Een magische tocht door een bijna surrealistisch Parijs in het vroege ochtendlicht.

## In populaire cultuur
Het nummer wordt gebruikt voor het programma Football Focus op de Britse BBC One. Een enorme boost voor het nummer was de finale-aflevering van het twaalfde seizoen van de serie ER. De digitale verkopen op iTunes stegen eveneens nadat het nummer in de serie The 4400 kwam, in een aflevering van Grey's Anatomy en in de pilotaflevering van The Black Donnellys. Daarnaast was het nummer te horen in de film Stop-Loss van MTV uit 2008 en de promo van Gossip Girl in haar tweede seizoen.
Het nummer is daarnaast ook gebruikt in de promotiecampagne van Amerikaans president Barack Obama en werd in vele rally's gespeeld.

## Tracklist

### VK cd / 7"
1. "Open Your Eyes" — 05:41
2. "I Am an Astronaut" — 02:42

### Australische cd-single
1. "Open Your Eyes" — 05:41
2. "I Am an Astronaut" — 02:42
3. "You're All I Have" (Live in Hamburg) — 04:42
4. "Open Your Eyes" (music video)
5. "Shut Your Eyes" (music video)

### Promo-cd
1. "Open Your Eyes" (Radio edit) — 03:58
2. "Open Your Eyes" (Album version) — 05:41

### 12" Promo
1. "Open Your Eyes" (Allende Remix) — 07:29
2. "Chasing Cars" (Topher Jones & Blake Jarrell Remix) — 07:35

### Onofficiële uitgaven
1. "Open Your Eyes" (Marky and Bungle Remix) — 05:43
2. "Open Your Eyes" (DJ Tiësto Remix) — 04:33
3. "Open Your Eyes" (Redanka Mix) — 08:08

## Medewerkers

### Open Your Eyes
- Schrijver: Gary Lightbody
- Muziek: Lightbody, Connolly, Wilson, Quinn, Simpson
- Producer: Jacknife Lee
- Engineer - Tom Mcfall, Sam Bell, Stefano Soffia
- Mixer: Cenzo Townshend, Owen Skinner
- Piano: Ken Stringfellow
- Keyboard: Jacknife Lee
- Programmeur: Jacknife Lee
- Artwork: Gurham Lubaggi Jiménez
- Snaardirigent: Janice Graham
- Kooropname: Tom Mcfall
- Snaaropname: Steve Pryce
- Contrabas: Ben Russell, Leon Bosch
- Cello: Adrian Bradbury, Caroline Dale, Caroline Dearnley, Zoe Martlew
- Koor: Charlie Clarke, Ciaran Gribbin, Claire Scott, David McGuinty, Eugene Kelly, Fay Russel, Hrafnhildur Halldorsdottir, Iain Archer, Jenny Reeve, Paul Archer, Richeal Reader, Sarah Wilson, Stacey Sievwright

- Altviool: Matthew Souter, Maxine Moore, Timothy Grant, William Hawkes
- Viool: Janice Graham, Mia Cooper, Paul Willey, Rebecca Irsch, Richard Milone, Ursula Gough, Beatrix Lovejoy, Charles Sewart, Karin Leishman, Maya Magub, Pauline Lowbury, Richard George, Steve Morris
- Opgenomen in de Grouse Lodge Studios in Ierland en de Parkgate Studios
- Snaren opgenomen in de Angel Studios in Londen.
- Snaren gemixt in de Olympic Studios in Londen.

### I Am an Astronaut
- Schrijver: Gary Lightbody, Ricky Wilde
- Muziek: Lightbody, Connolly, Wilson, Quinn, Simpson
- Producer: Jacknife Lee, Sam Bell
- Mastering: John Davies
- Opgenomen in de Parkgate Studios.
- Gemixt in de Garage, Kent.